# Eslovaquia en los Juegos Olímpicos de París 2024
Eslovaquia estuvo representada en los Juegos Olímpicos de París 2024 por un total de 28 deportistas que compitieron en 13 deportes. Responsable del equipo olímpico es el Comité Olímpico Eslovaco, así como las federaciones deportivas nacionales de cada deporte con participación.
Los portadores de la bandera en la ceremonia de apertura fueron los piragüistas Jakub Grigar y Zuzana Paňková.

## Medallistas
El equipo olímpico de Eslovaquia obtuvo las siguientes medallas:
| Nombre      | Deporte               | Competición |
| ----------- | --------------------- | ----------- |
| Oro         |                       |             |
| —           |                       |             |
| Plata       |                       |             |
| —           |                       |             |
| Bronce      |                       |             |
| Matej Beňuš | Piragüismo en eslalon | C1 M        |